# .test
.test er et reserveret generisk topdomæne, der anvendes til testformål for at give mulighed for at eksperimentere med DNS-koden.
Domænet blev sammen med .example, .invalid og .localhost oprettet i 1999.
| Generiske topdomæner | Spire Denne artikel om generiske topdomæner er en spire som bør udbygges. Du er velkommen til at hjælpe Wikipedia ved at udvide den. |